# Hạ Bằng
Hạ Bằng là một xã ngoại thành phía tây Thủ đô Hà Nội, Việt Nam. Đây nguyên là một xã thuộc huyện cũ Thạch Thất. Ngày 16 tháng 6 năm 2025, Ủy ban Thường vụ Quốc hội ban hành Nghị quyết số 1656/NQ-UBTVQH15, trong đó sắp xếp toàn bộ diện tích tự nhiên, quy mô dân số của xã Cần Kiệm, xã Đồng Trúc, một phần diện tích tự nhiên, quy mô dân số của các xã Bình Yên, Tân Xã, Hạ Bằng và một phần diện tích tự nhiên của xã Phú Cát thành xã mới có tên gọi là xã Hạ Bằng.

## Địa lý
Xã Hạ Bằng hiện tiếp giáp với 6 đơn vị hành chính:
- Phía bắc giáp xã Đoài Phương và xã Thạch Thất
- Phía tây giáp xã Hòa Lạc
- Phía đông giáp xã Tây Phương
- Phía nam giáp xã Phú Cát và xã Kiều Phú

Hạ Bằng là một xã có địa hình bán sơn địa, nổi tiếng với làng nghề chế tác đá ong ở Bình Yên.